# 伍德伯里冰原島峰
67°47′S 62°11′E / 67.783°S 62.183°E
伍德伯里冰原島峰（英語：Woodberry Nunataks）是南極洲的冰原島峰，位於麥克羅伯特森地，處於盧卡斯冰原島峰以北1.9公里，屬於弗拉姆山脈中凱西山脈的一部分，現時由南極條約體系管理。